# Yanni
Yanni (vlastním jménem Yannis Hrysomallis (čte se Chrysomallis); Γιάννης Χρυσομάλλης, přepis Giannis Chrysomallis; * 14. listopadu 1954 Kalamata, Řecko) je pianista samouk, klávesista a skladatel. Přestože získal titul B.A. z psychologie, raději se věnoval hudbě, přestože nemá hudební formální vzdělání a neumí číst noty.[zdroj?]
V roce 1992 získal nominaci na Grammy za své album Dare to Dream a v roce 1993 následovalo album In My Time. Jeho úspěšným průlomem byl živý koncert v roce 1994: Yanni Live at the Acropolis, o kterém se tvrdí, že šlo o druhý nejprodávanější koncert na videu všech dob.
Yanni měl od té doby živé koncerty před více než 2 miliony lidí ve více než 20 zemích po celém světě. Získal celosvětově více než 35 platinových a zlatých alb, kterých se prodalo přes 20 milionů kopií. Yanni je považován za jednoho z nejlepších dobrodinců (fundraisers?) všech dob pro veřejnou televizi. Jeho kompozice byly zahrnuty do všech televizních vysílání Olympijských her od roku 1988 a jeho hudba byla často použita v televizi a při sportovních událostech vysílaných televizí. Jeho tvorba je často řazena do stylu New Age, přestože on sám preferuje označení „současně instrumentální“. Regenti Minnesotské univerzity udělili Yannimu čestný titul Doctor of Humman Letters (D.H.L.). Následně na této univerzitě studoval a obhájil titul B.A. z psychologie a získal čestný titul Ph.D. z hudby.

## Životopis

### Mládí
Yanni je pianista samouk. Začal svoji hudební kariéru tím, že hrál recitály pro členy své rodiny, přestože neměl žádné formální hudební vzdělání a neuměl číst noty. Byl řeckým závodním plavcem, který vytvořil národní rekord v soutěži na 50 metrů volným stylem. V 18 letech navštěvoval Minnesotskou univerzitu. V době, kdy zde studoval, se Yanni připojil k místní nově vznikající a nadějné skupině, která si říkala Chameleon. V této skupině se poprvé se setkal s bubeníkem Charlesem Adamsem. Chameleon měl menší úspěchy díky turné na středozápadě, zvláště pak ve státech USA: Minnesota, Iowa, Wisconsin, Illinois a Severní Dakota. Poté, co Yanni získal titul B.A. z psychologie, se soustředil na hudbu. Přestěhoval se do Kalifornie, kde začal dělat hudbu pro film. V roce 1987 dal dohromady malou hudební skupinu, ve které byl John Tesh a Charlie Adamas, a začali cestovat, aby propagovali Yanniho raná instrumentální alba: Keyes to Imagination, Out of Silence a Chameleon Days.

### 90. léta
Album Dare to Dream vyšlo v roce 1992. Bylo to první Yanniho album, které bylo nominováno na cenu Grammy. Na albu poprvé zazněla skladba „Aria“, která je inspirována písní The Flower Duet. Druhé album nominované na cenu Grammy, In My Time, vyšlo v roce 1993. Yanniho hudba byla často použita v televizi a při televizních přenosech sportovních událostí jako například: Super Bowl, Wide World of Sports, U.S. Open, Tour de France, World Figure Skating Championships, Olympiada a ABC News.
Velkým komerčním průlomem pro Yanniho bylo v roce 1994 vydání alba a současně i videa Yanni Live at the Acropolis, natočeného 23. října 1993 ve 2000 let starém Herod Actticus divadle v Athénách, Řecko. Bylo to první Yanniho živé album upravené pro celý orchestr pod vedením íránského dirigenta Shahrdad Rohani za podpory Yanniho hudební skupiny. Následně byl koncert vysílán veřejnoprávními televizními společnostmi v USA. Díky tomu se koncert stal nejvíce populárním programem. Byl viděn v 65 zemích USA přes půl miliardou lidí. Téměř nepřetržitě držel nejvyšší místa v žebříčcích až do doby, kdy byl koncert vydán na VHS. Jde o druhé nejprodávanější hudební video všech dob. Bylo prodáno přes 7 milionů kopií po celém světě. Kompozice pro album, „Acroyali/Standing in Motion“, byla předurčena mít tzv. Mozartův efekt (podle Journal of the Royal Society of Medicine), protože je podobná jako Mozart K 448. Má podobné tempo, strukturu, melodii, harmonickou konsonanci a předvídatelnost. Objevil se v mnohých PBS Pledge TV Speciálech jako A Decade Of Excellence. Součástí byly i ukázky z Live at the Acropolis, Tribute, a Live at Royal Albert Hall v Londýně.
V březnu 1997 se Yanni stal jedním z několika západních umělců, kteří dostali svolení koncertovat a nahrávat v Tádž Mahal v Indii. Později tentýž rok účinkoval v Zakázaném městě v Číně. Z těchto dvou vystoupení udělal další živé video album Tribute, které vyšlo v roce 1997. Armen Anassian, dirigent, připustil, že měl určité pochybnosti o Yanniho plánu hrát v indickém Tádž Mahal a v čínském Zakázaném městě: „Abych byl upřímný, pár let před tím, když o tom (Yanni) mluvil, mi přišla ta myšlenka úžasná. Byl jsem velmi skeptický, pochopitelně. Ale pravda je, že se to stalo. My jsme to dokázali.“ Anassian popisuje Yanniho jako „velmi optimistického“ a též vypozoroval, že ho „nic nevyvede z míry“. Tento nadhled se přenáší přirozeně i do jeho hudby. „Nemyslím, si že je v tom cílený záměr. On je velmi upřímný ve svých pocitech. Jeho hudba skutečně přichází z jeho srdce. Hudbu píše s lehkostí, hudba z něj vychází relativně snadno. Ten kus dobrého pocitu z hudby je vedlejší produkt. Shoduje se to s tím, co lidé rádi slyší.“
Světelní designeři Lee Rose a David „Gurn“ Kaniski získali nominaci na Emmy za „Výjimečný osobitý výkon ve světelné režii pro dramatická, varietní, malé nebo speciální scény“ za osvětlení na Live at the Acropolis a Tribute.

### Od roku 2000
V roce 2000, po dvouleté přestávce, Yanni vydal první studiové album za 7 let: If I Could Tell You. Yanni měl též turné v letech 2003 až 2004 s debutujícím albem Ethnicity, které navazovalo na jeho filozofii „Jeden svět, jedno lidstvo“. Podle hodnocení časopisu Billboard Magazine odstartovalo toto album čtvrté největší koncertní turné roku.
6. května 2004 udělila univerzita v Minnesotě Yannimu čestný titul Doctor of Humman Letters (D.H.L.). V období mezi rokem 2004 až 2005 odstartoval své turné „Yanni Live!“ v Mandalay Bay v Las Vegas v Nevadě a jeho živě nahrané album a současně i video záznam Yanni Live! The Concert Event bylo zveřejněno v roce 2006. Ve spolupráci s producentem Ricem Wakem v roce 2008 představil na koncertě Yanni Voices své skladby interpretované vokálními zpěváky. 24. března 2009, Disney Pearl Imprint vydal Yanni Voices, což je Yanniho první studiové album po šesti letech. Současně od dubna 2009 divize Buena Vista Concerts produkuje stejnojmenné turné.

### Od roku 2010
Truth Of Touch – 16. studiové album v pořadí, bylo Yanniho první studiové album od roku 2003, kdy natočil Ethnicity. Yanni jej nazval „návratem k jeho instrumentálním kořenům.“ V kontrastu s vokálně-centrickým Yanni Voices (2009), je Truth Of Touch z velké části instrumentální album a představuje „návrat k formě“ Yanniho hudebnímu stylu 90. let, aby album zahrnovalo filmové prvky, s hladkým jazzem a domorodými prvky.

## Autobiografie
Yanniho autobiografie, Yanni in Words (Yanni ve Slovech), sepsaná ve spolupráci s Davidem Rensinem, vyšla v únoru 2003. Jde o biografii, která zahrnuje vzpomínky na útlé dětství v Řecku, jeho studia na universitě v Minnesotě a jeho úspěch jako mezinárodního hudebního umělce včetně nahlédnutí do jeho tvořivého procesu komponování hudby. Též se v knize píše o jeho 9letém vztahu s herečkou Lindou Evans. Kniha vyšla ve stejný okamžik jako jeho třinácté album Etnicity a stala se podle New York Times bestsellerem.

## Diskografie

### Studiové nahrávky
- 1984 Optimystique (první vydání 1980, znovu 1984)
- 1986 Keys to Imagination
- 1987 Out of Silence
- 1988 Chameleon Days
- 1989 Niki Nana
- 1990 Reflections of Passion
- 1991 In Celebration of Life
- 1992 Dare to Dream
- 1993 In My Time
- 2000 If I Could Tell You
- 2003 Ethnicity
- 2009 Yanni Voices a Yanni Voces (Španělská verze)
- 2010 Yanni Mexicanisimo
- 2011 Truth of Touch
- 2014 Inspirato

### Zaznamenané živé koncerty a videa
- 1994 Yanni Live at the Acropolis
- 1995 Yanni Live at Royal Albert Hall
- 1996 Yanni One on One
- 1997 Tribute
- 2006 Yanni Live! The Concert Event
- 2009 Yanni Voices a Yanni Voces (Španělská verze)
- 2012 Yanni Live at El Morro, Puerto Rico

### Kompilace
- 1992 Romantic Moments, BMG
- 1994 A Collection of Romantic Themes, Private Music
- 1997 Devotion (The Best of Yanni), Private Music
- 1997 Port of Mystery, Windham Hill
- 1997 In The Mirror, Private Music
- 1997 Nightbird, Unison
- 1999 Someday, Unison
- 1999 The Private Years, Private Music
- 1999 Love Songs, RCA Victor
- 1999 Winter Light
- 2000 Snowfall
- 2000 The Very Best of Yanni (2000–2010), Windham Hill Records, RCA Victor
- 2003 Ultimate Yanni
- 2010 The Essential Yanni

### Jiné nahrávky
- 1988 A Thousand Summers (nhrávka Johna Teshe, na které je Yanni uveden jako jeden z účinkujících muzikantů)
- 1991 Polar Shift (benefiční kompilace, která obsahuje jednu originální Yanniho skladbu)
- 1997 Pure Moods
- 1999 John Tesh a přátelé

## Koncertní turné
- 1987: Out of Silence
- 1988: Chameleon Days
- 1990: Reflections of Passion
- 1991: Revolution in Sound
- 1992: Dare to Dream
- 1993: Yanni Live, The Symphony Concerts 1993
- 1994: Yanni Live, The Symphony Concerts 1994
- 1995: Yanni Live, The Symphony Concerts 1995
- 1997: Tribute
- 2003–2004: Ethnicity
- 2004–2005: Yanni Live!
- 2008–2009: Yanni Voices
- 2010–2012: Truth of Touch
- 2013–2014: World Without Borders